# Die große und die kleine Welt (1921)
Die große und die kleine Welt ist ein deutsches Stummfilmliebesmelodram aus dem Jahre 1921 von Max Mack mit Charlotte Ander und Alfred Abel in den Hauptrollen.

## Handlung
Im Handlungszentrum stehen zwei Menschen unterschiedlicher sozialer Herkunft – einer von ihnen ein Vertreter der „großen“ und der andere einer der „kleinen Welt“ – mit nicht unähnlichen Träumen von der großen Liebe. Auf der einen Seite ist die kleine Krawattennäherin Franzi, die unbedingt reich heiraten möchte, um ihren armseligen, kleinen Dasein zu entfliehen und die Welt der Schönen und der Reichen kennen zu lernen. Auf der anderen Seite steht ein Graf, der eigentlich alles hat und doch so vieles entbehrt: allen voran die große, aufrichtige Liebe. Beide Suchende treffen sich eines Tages, verlieben sich ineinander und werden ein Paar. Doch Graf Hart verrät seiner Herzdame Franzi Breitner nichts von seiner adeligen Herkunft; sie glaubt, er sein ein Bürgerlicher wie sie selbst, wenngleich auch ein wohlhabender. Er befürchtet, dass, wenn seine kleine Krawattennäherin von seiner sozialen wie finanziellen Herkunft wüsste, diese Erkenntnisse ihren Charakter verderben könnten.
Das Unheil naht in Gestalt eines früheren Verehrers Franzis, der der Herkunft ihres neuen Lovers nachspürt und die Wahrheit ans Licht bringt. Bald ist es vorbei mit der heimeligen Liebesidylle im bescheidenen Vorstadthäuschen, denn Franzi beginnt zwar anfänglich die „große Welt“ ihres Herz-Grafen über die Maßen zu genießen, weiß aber nicht um Gefahren, die auf dem Parkett der Salons und in den Haute-Volee-Kreisen lauern. Als eines Tages sich ein Lebemann mit weltgewandter Grand-Seigneur-Attitude um sie bemüht, kann Franzi jedoch diesen Avancen zu widerstehen. Dennoch beginnt sie die Schattenseiten dieser Welt von Glitzer, Glamour und Blender zu durchschauen und bittet ihren mittlerweile angetrauten Graf Hart, mit ihr in ihre kleine, beschauliche, dafür aber umso ehrlichere Welt heimkehren zu dürfen. Graf Harts Liebe zu seiner Franzi ist derart groß, dass er ihren Wunsch erfüllt und seiner großen Welt für immer den Rücken zukehrt.

## Produktionsnotizen
Die große und die kleine Welt entstand im Winter 1920/21 und maß 1995 Meter, verteilt auf fünf Akte. Der Film passierte die Zensurprüfung am 18. Februar 1921 und erhielt Jugendverbot. Die Uraufführung fand am 29. April 1921 in Berlins Tauentzienpalast statt. Zum Jahresbeginn 1922 erfolgte die österreichische Erstaufführung.
Die Filmbauten entwarf Hans Dreier.

## Kritiken
Paimann’s Filmlisten resümierte: „Das Sujet ist sehr packend aufgebaut, die Regieführung hat erfreulicherweise die Tendenz zum Vorteile der Stimmung des Bildes nur andeutungsweise berührt und auch die in den Milieuschilderungen liegende Gefahr des Überschlagens ins Groteske vermieden. In Punkto Darstellung gebührt Allen Lob, insbesondere Charlotte Perry (die junge Frau), die viel Innigkeit und zartes Verstehen in ihre Rolle legte, Alfred Abel (der Graf) war leider etwas zu passiv. Die Photos waren in den Außenaufnahmen auf dem Durchschnitt, im Atelier zwar vorzüglich beleuchtet, jedoch vielfach unscharf. (Ein Schlager.)“